# Пристава Крапинска
Пристава Крапинска је насељено место у саставу града Крапине у Крапинско-загорској жупанији, Хрватска. До територијалне реорганизације у Хрватској налазила се у саставу старе општине Крапина.

## Становништво
На попису становништва 2011. године, Пристава Крапинска је имала 214 становника.

## Попис1991.
На попису становништва 1991. године, насељено место Пристава Крапинска је имало 257 становника, следећег националног састава:
| Попис 1991.‍ | Попис 1991.‍ | Попис 1991.‍ | Попис 1991.‍ | Попис 1991.‍ |
| ----------- | ----------- | ----------- | ----------- | ----------- |
|             |             |             |             |             |
| Хрвати      | Хрвати      |             | 256         | 99,61%      |
| Срби        | Срби        |             | 1           | 0,38%       |
| укупно: 257 |             |             |             |             |